# Apostenus fuscus
Apostenus fuscus – gatunek pająka z rodziny obniżowatych.
Gatunek ten opisany został po raz pierwszy w 1851 roku przez Niklasa Westringa.
Samce osiągają od 2,7 do 3,5 mm, a samice od 3 do 4,3 mm długości ciała. Karapaks zmierzony u szesnastu samców miał od 1,4 do 1,7 mm długości oraz od 1,15 do 1,42 mm szerokości, zaś u dziewiętnastu samic od 1,47 do 1,88 mm długości i od 1,26 do 1,57 mm szerokości. Ubarwienie karapaksu może być brązowe lub pomarańczowobrązowe. Jego powierzchnię porastają białe, położone włoski. Brązowe szczękoczułki mają trzy ząbki na przedniej i dwa na tylnej krawędzi. Brązowe, biało i długo owłosione sternum sięga wierzchołkiem między biodra czwartej pary odnóży. Kolor odnóży jest jasno rudobrązowy. Opistosoma (odwłok) ma jasnobrązowy spód, zaś wierzch brązowy lub pomarańczowobrązowy z jasnym wzorem obejmującym szeroki pas środkowy i około osiem słabo zaznaczonych szewronów o bokach zakończonych czarniawymi kropkami.
Nogogłaszczki samca mają apofizę tegularną w kształcie bumerangu, a apofizę retrolateralną wierzchołkiem zwróconą ku wystającemu kątowi nasadowemu cymbium. Szypułkowaty konduktor leży blisko tęgiego, hakowato zakrzywionego embolusa. Płytka płciowa samicy ma otwory kopulacyjne położone przednio-bocznie w owalnych przedsionkach. Przewody kopulacyjne są krótkie, wąskie i zakrzywione. Kształt zbiorników nasiennych jest wydłużony.
Pająk znany z Portugalii, Hiszpanii, Irlandii, Wielkiej Brytanii, Francji, Belgii, Holandii, Niemiec, Szwajcarii, Liechtensteinu, Austrii, Włoch, Danii, Szwecji, Norwegii, Finlandii, Polski, Czech, Słowacji, Węgier, Ukrainy, Słowenii, Chorwacji, Rumunii, Bułgarii, Serbii, Czarnogóry, Macedonii Północnej, Grecji i południowej Rosji. Zamieszkuje świetliste lasy liściaste i mieszane, piarżyska, kamieniołomy, jaskinie i wrzosowiska. Dzień spędza ukryty w ściółce lub pod kamieniami. Dojrzałe osobniki są aktywne przez cały rok.